# 952

## Decese
- dată necunoscută: Constantin al II-lea al Scoției  (n. ?)